# Holt Gas-Electric (carro armato)
L'Holt Gas-Electric fu il primo prototipo di carro armato costruito negli Stati Uniti. Il carro fu progettato in una collaborazione tra la Holt Manufacturing Company (ora Caterpillar Inc.) e la General Electric Company. Il carro, costruito tra il 1917 e il 1918, fu prodotto in un solo esemplare, giacché nei test divenne evidente che esso non possedeva l'agilità e la manovrabilità richieste. L'equipaggio era solitamente di sei uomini: due mitraglieri, un servente-artigliere per il pezzo principale, un pilota e un comandante.

## Costruzione
Il carro armato era basato su una versione allungata e modificata delle sospensioni del trattore Modello 75 della Holt. Erano state installate dieci ruote per ogni lato. Il carro era alto 2,37 metri, lungo 5,03 metri e largo 2,77. Questo mezzo aveva un motore Holt da 90 CV (67 kW), un motore a quattro cilindri, collegato a due motori elettrici (uno per cingolo) General Electric;  un sistema simile era stato usato qualche tempo prima per il carro francese St. Chamond. Al fine di prevenire che la trasmissione si surriscaldasse (un problema molto frequente con i tipi eletterici) era stato installato un complicato sistema di raffreddamento ad acqua.

## Armamento
Come il carro francese, l'Holt Gas-Electric era dotato di un cannone Vickers da 75mm, posizionato in basso, nel "naso" a forma di V. Aveva inoltre due mitragliatrici Browning da 7,92mm negli sponson di ogni lato. Il motore e la trasmissione erano posizionati sul retro, di fianco al corridoio che conduceva all'unico portello dell'intero veicolo. Come già detto, ne fu costruito un solo esemplare, poiché, come si capì dai test di prova effettuati, le sue capacità di scalata era insoddisfacenti ed in più era molto più pesante (25 t) di quanto era stato inizialmente progettato (all'incirca 23 t).